# Дельяча, Педро
Педро Родольфо Дельяча (исп. Pedro Rodolfo Dellacha; 9 июля 1926, Ланус, Буэнос-Айрес — 31 июля 2010) — аргентинский футболист и футбольный тренер. Выступал за сборную Аргентины, занимал должность капитана команды.

## Карьера игрока
Педро Дельяча, воспитанник «Кильмеса», дебютировал в главной команде в 1947 году. В 1949 году, заняв первое место во втором аргентинском дивизионе, «Кильмес» вышел в Примеру Аргентинского чемпионата. Дельяча выступал за «Кильмес» до 1951 года, проведя за клуб 141 матч.
В 1952 году Дельяча перешёл в клуб «Расинг» из Авельянеды за 400 тысяч песо, за который он выступал до 1958 года, проведя за клуб 184 матча и выиграв Чемпионат Аргентины в последний год игры в команде.
Завершил карьеру игрока Дельяча в мексиканском клубе «Некакса».
В сборной Аргентине Дельяча дебютировал в 1953 году. Он провёл за главную аргентинскую команду 35 матчей, выиграл два Южноамериканских чемпионата, во втором из которых Дельяча был капитаном команды. В 1958 году Дельяча поехал с национальной сборной на чемпионат мира 1958.

## Карьера тренера
После окончания карьеры игрока, Дельяча стал успешным тренером. Он выиграл национальные чемпионаты 4-х стран Латинской Америки, два Кубка Либертадорес и Межконтинентальный кубок.

## Статистика
| Сезон | Команда             | Чемпионат | Чемпионат | Чемпионат |
| Сезон | Команда             | Лига      | Игры      | Голы      |
| ----- | ------------------- | --------- | --------- | --------- |
| 1946  | Кильмес             | Сегунда   | ?         | ?         |
| 1947  | Кильмес             | Сегунда   | ?         | ?         |
| 1948  | Кильмес             | Сегунда   | ?         | ?         |
| 1949  | Кильмес             | Примера   | ?         | ?         |
| 1950  | Кильмес             | Примера   | 32        | 0         |
| 1951  | Кильмес             | Примера   | 33        | 0         |
| 1952  | Расинг (Авельянеда) | Примера   | 27        | 0         |
| 1953  | Расинг (Авельянеда) | Примера   | 30        | 0         |
| 1954  | Расинг (Авельянеда) | Примера   | 30        | 1         |
| 1955  | Расинг (Авельянеда) | Примера   | 25        | 0         |
| 1956  | Расинг (Авельянеда) | Примера   | 28        | 0         |
| 1957  | Расинг (Авельянеда) | Примера   | 21        | 0         |
| 1958  | Расинг (Авельянеда) | Примера   | 21        | 0         |
| 1959  | Расинг (Авельянеда) | Примера   | 2         | 0         |

## Достижения

### Как игрок

#### Командные
- Чемпион Аргентины: 1958
- Чемпион Южной Америки: 1955, 1957
- Обладатель Кубка Мексики: 1960

#### Личные
- Обладатель Премии Олимпиа (Лучший спортсмен Аргентины): 1957

### Как тренер
- Чемпион Аргентины: 1971 (Метрополитано)
- Обладатель Кубка Либертадорес: 1972, 1975
- Чемпион Уругвая: 1977
- Чемпион Колумбии: 1978
- Чемпион Перу: 1992